# Dáctilo (zoologia)

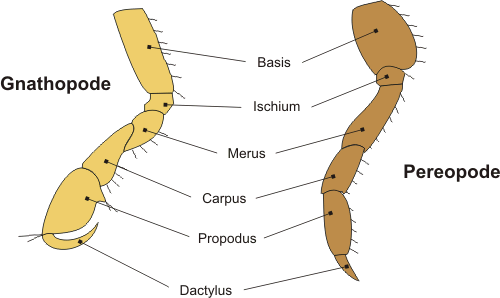
Pernas de um crustáceo (gnatópode ou maxilípede (perna com função trófica) e pereiópode (perna que anda), mostrando os segmentos: os distais são os dáctilos.

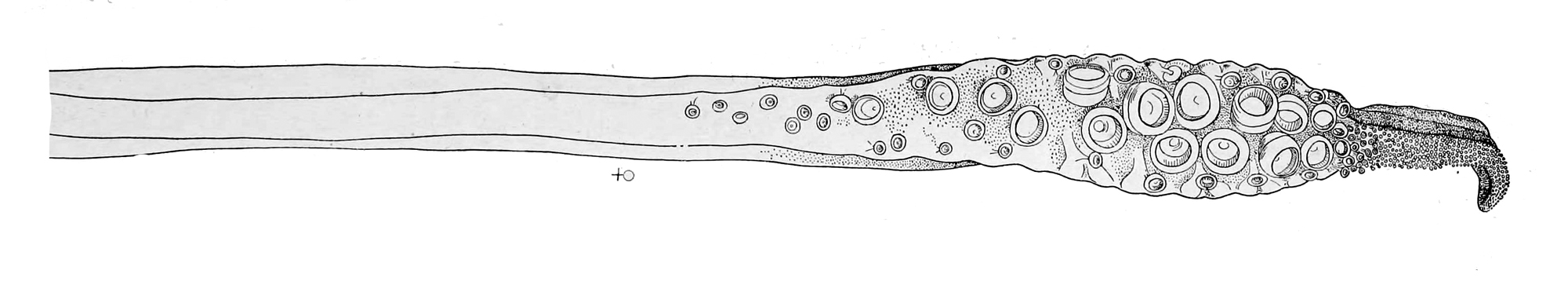
Tentáculo do lura Illex illecebrosus com dáctilo tentacular distal.

Em zoologia, duas estruturas corporais presentes em diferentes grupos de invertebrados são designadas por dáctilo:

## Crustáceos
Em muitos crustáceos o dáctilo é o segmento terminal dos seus apêndices torácicos. Em certos casos, como nos decápodes, o dáctilo, juntamente com o propudus, forma a quela ou pinça. Nos decápodes comestíveis, o dáctilo é popularmente conhecido por garra.

## Cefalópodes
Nos cefalópodes o dáctilo é a porção final dos braços ou raios. É estreito e frequentemente caracterizado pelo posicionamento assimétrico das ventosas e pela ausência de uma membrana dorsal protectora.

## Etimologia e nome científico
O termo dáctilo provém do grego antigo δάκτυλος dáktylos, "dedo". Na linguagem científica internacional, é designado, com a sua adaptação ao latim científico, por dactylus, que é também o nome desta estrutura em inglês, língua que não adapta os nomes científicos latinos.

### Outros artigos
- Quela (zoologia)
- Perna (artrópodes)
- Ventosa (zoologia)